# Pergalumna somalica
Pergalumna somalica är en kvalsterart som först beskrevs av Berlese 1916.  Pergalumna somalica ingår i släktet Pergalumna och familjen Galumnidae. Inga underarter finns listade i Catalogue of Life.